# Lizzie Duffy
Pas d'image ? Cliquez ici

b Matchs officiels uniquement.
Lizzie Duffy est une joueuse internationale de rugby à XV anglaise née le 12 février 2002, évoluant au poste de demi d'ouverture.

## Biographie
Lizzie Duffy naît le 12 février 2002. En 2023 elle joue pour le club des Sale Sharks Women de Manchester. Elle n'a encore aucune sélection en équipe nationale quand elle est retenue pour disputer sous les couleurs de son pays le Tournoi des Six Nations féminin 2023.